# Emir Kujović
Emir Kujović (Bijelo Polje, RFS de Yugoslavia, 22 de junio de 1988) es un futbolista sueco que juega de delantero y se encuentra sin equipo tras abandonar el Djurgårdens IF.

## Selección nacional
Kujović fue internacional sub-21 con la selección de fútbol de Suecia, antes de convertirse en internacional absoluto para el playoff de la Eurocopa 2016 frente a Dinamarca. Fue parte de la expedición sueca para la Eurocopa, después de que consiguiesen el billete al torneo continental.

## Clubes
| Club                    | País     | Año       |
| ----------------------- | -------- | --------- |
| Landskrona BoIS         | Suecia   | 2006      |
| Halmstads BK            | Suecia   | 2007-2010 |
| Falkenbergs FF (cedido) | Suecia   | 2007      |
| Kayserispor             | Turquía  | 2011-2013 |
| Elazığspor (cedido)     | Turquía  | 2013      |
| IFK Norrköping          | Suecia   | 2013-2016 |
| K. A. A. Gante          | Bélgica  | 2016-2017 |
| Fortuna Düsseldorf      | Alemania | 2017-2019 |
| Djurgårdens IF          | Suecia   | 2019-2021 |

## Palmarés

### Títulos nacionales
| Título              | Club           | País   | Año  |
| ------------------- | -------------- | ------ | ---- |
| Allsvenskan         | IFK Norrköping | Suecia | 2015 |
| Supercopa de Suecia | IFK Norrköping | Suecia | 2015 |
| Allsvenskan         | Djurgårdens IF | Suecia | 2019 |